# Woman of the World Tour
Die Woman of the World Tour (vollständiger Titel: Woman of the World European Tour 2019) war eine Konzerttournee der schottischen Singer-Songwriterin Amy Macdonald. Die Tournee begann am 21. März 2019 in London und endete am 9. April 2019 in Luxemburg. Sie umfasste 15 Konzerte in neun europäischen Ländern, darunter sechs Gigs in deutschen Städten.

## Termine

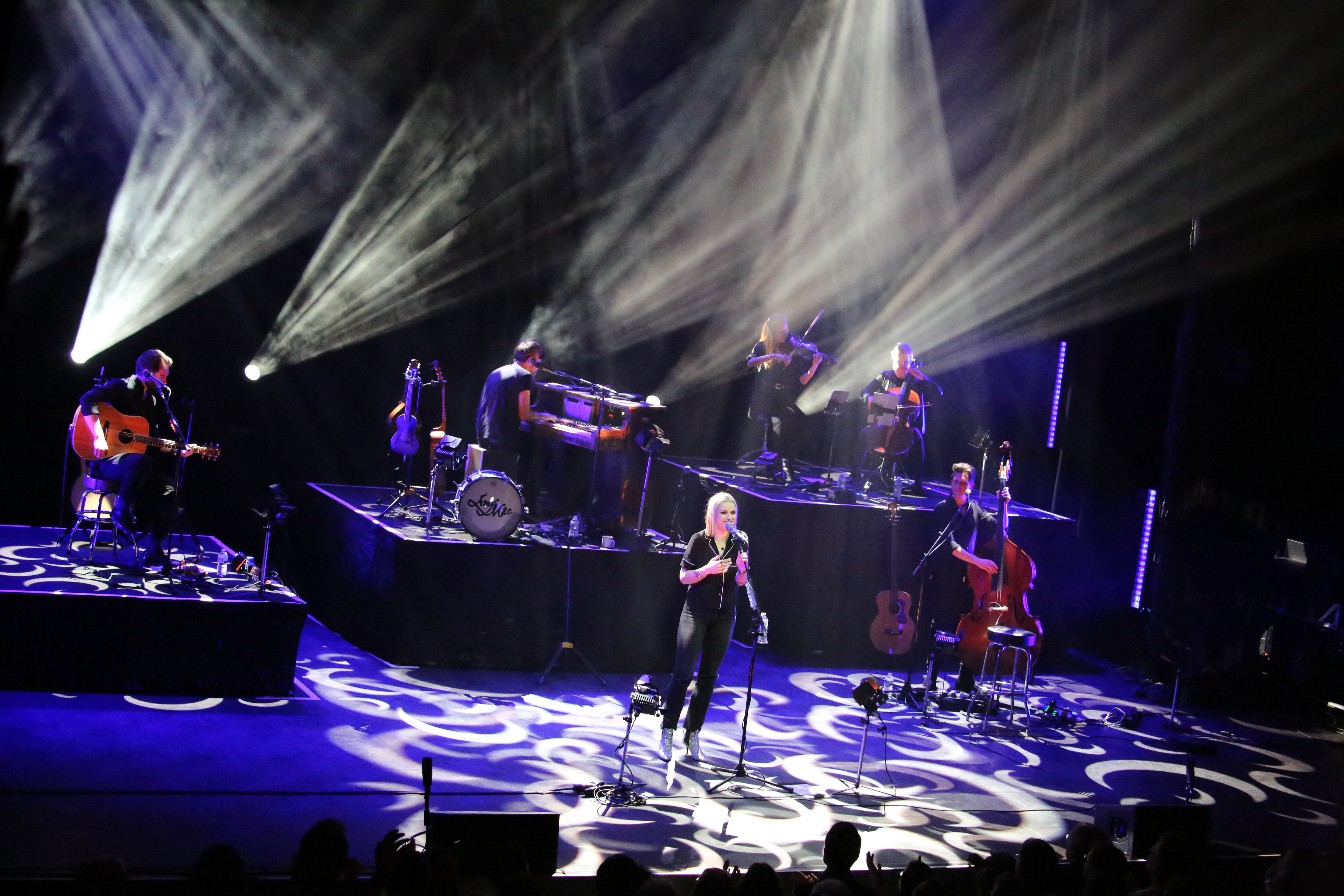
Amy Macdonald mit Band in der Ancienne Belgique am 24. März 2019

| Nr. | Datum    | Land                   | Stadt             | Veranstaltungsort            |
| --- | -------- | ---------------------- | ----------------- | ---------------------------- |
| 1   | 21. März | Vereinigtes Konigreich | London            | Eventim Apollo               |
| 2   | 22. März | Vereinigtes Konigreich | Manchester        | O2 Apollo                    |
| 3   | 24. März | Belgien                | Brüssel           | Ancienne Belgique            |
| 4   | 25. März | Niederlande            | Utrecht           | TivoliVredenburg             |
| 5   | 26. März | Frankreich             | Paris             | Élysée Montmartre            |
| 6   | 28. März | Deutschland            | Osnabrück         | OsnabrückHalle               |
| 7   | 29. März | Deutschland            | Halle (Saale)     | Georg-Friedrich-Händel-Halle |
| 8   | 31. März | Deutschland            | Frankfurt am Main | Alte Oper                    |
| 9   | 1. April | Deutschland            | Essen             | Colosseum Theater            |
| 10  | 2. April | Deutschland            | Berlin            | Admiralspalast               |
| 11  | 4. April | Schweiz                | Zürich            | Halle 622                    |
| 12  | 5. April | Italien                | Mailand           | Teatro Dal Verme             |
| 13  | 7. April | Osterreich             | Wien              | Gasometer                    |
| 14  | 8. April | Deutschland            | München           | Kronebau                     |
| 15  | 9. April | Luxemburg              | Luxemburg         | Den Atelier                  |

## Verlauf

### Vorprogramm
Im Vorprogramm während der gesamten Woman of the World Tour spielte der Singer-Songwriter Glenn Rosborough aus der nordirischen Stadt Derry. Dieser präsentierte hierbei folgende Titel:
1. Fall to Earth
2. Made of Gold
3. With Every Heartbeat
4. True Love Will Find You in the End (Cover von Daniel Johnston)
5. In the Moment
6. Burn Blue
7. Another Lesson

### Setlist

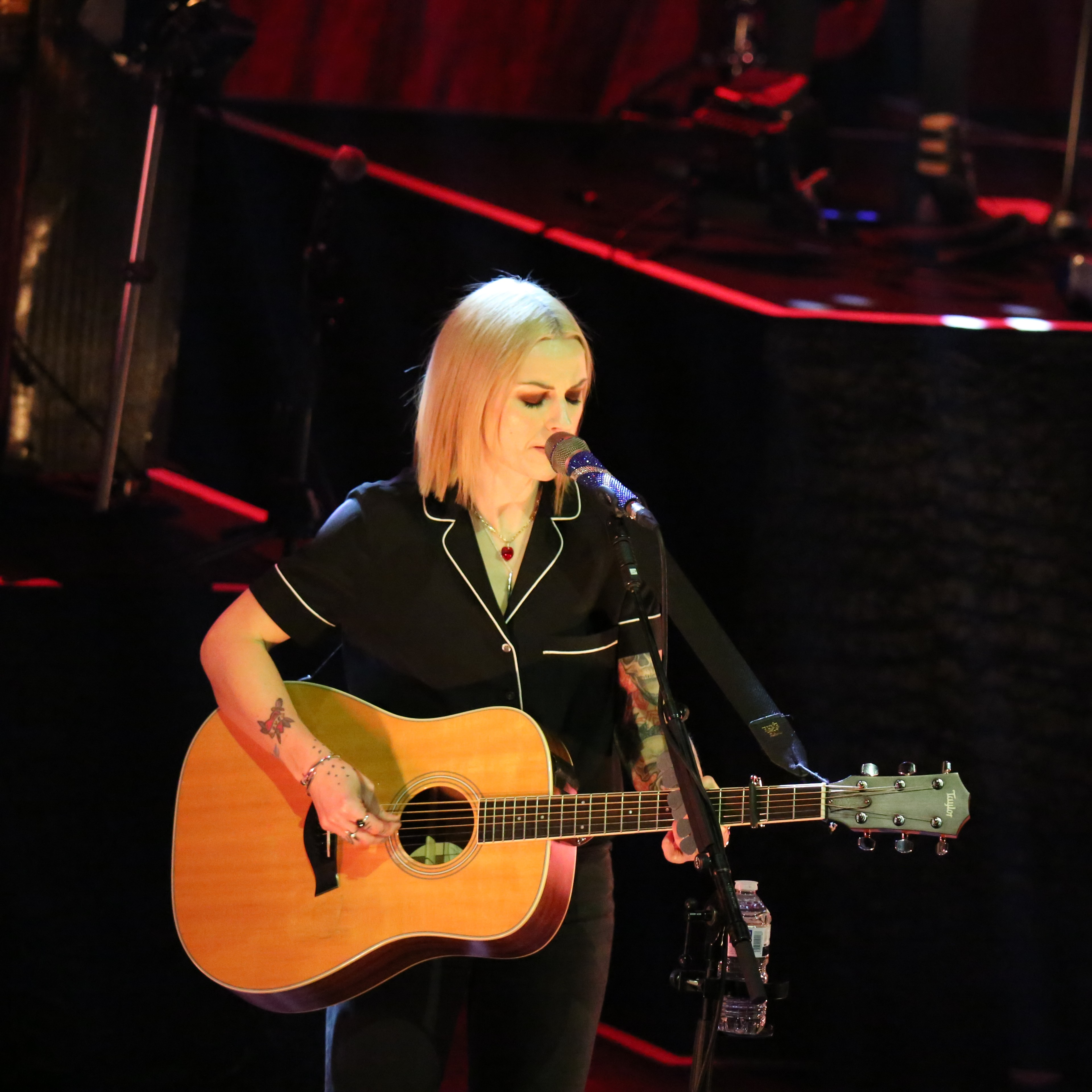
Amy Macdonald in der Ancienne Belgique am 24. März 2019

Während der Tour präsentierte Amy Macdonald 18 bzw. 19 verschiedene Titel, darunter drei als Zugabe. Folgende Setlist kam bei den Konzerten zum Einsatz:
1. Woman of the World
2. Spark
3. Pride
4. The Rise & Fall
5. Never Too Late
6. Mr Rock & Roll
7. Leap of Faith
8. Dream On
9. Don’t Tell Me That It’s Over
10. Give It All Up
11. Down By the Water
12. Automatic
13. Run
14. Prepare to Fall (ab 5. April ohne diesen Titel)
15. This Is the Life
16. What Happiness Means to Me

Als Zugabe:
1. Left That Body Long Ago
2. Life in a Beautiful Light
3. Poison Prince